# Leksem
Leksém je poimenovalna enota jezikovnega sistema, ki zajema (izrazno) besedo in stalno besedno zvezo. Določen je s poimenovanjem denotata (predmetnosti).
Nabor leksemov določenega jezika predstavlja njegov slovar/leksikon, ki ga v leksikologiji uporabljamo v pomenu dinamičnega odprtega sistema poimenovalnih prvin – leksemov oz. zbirke leksemov – leksike, »ki je v zavesti določene družbene skupnosti in se glede na posamezno govorno dejanje lahko ustrezno aktualizira.« (Vir: Vidovič Muha 2013, str. 18).

## Razmerje med pojmoma leksem in beseda
Termin leksem je s stališča zgradbe poimenovalne enote nadpomenka pojma beseda, saj zajema tudi stalne besedne zveze (Štumberger 2015, str. 1), »npr. vrstne (generične) pojme, kot so beli medved, rdeči bor, češko pivo ipd.« (Vidovič Muha 2013, str. 17) in kratična poimenovanja ter simbole. Leksem s stališča leksikalizacije pa je ožji kot beseda – zajema le besede/stalne besedne zveze, ki so del jezikovne skupnosti – so leksikalizirane (Štumberger 2015, str. 1) (njihov izraz in pomen se ustalita). Iz te množice izpadejo priložnostnice (okazionalizem), besede, ki so tvorjene za določeno priložnost in zato omejene na rabo v določenem besedilu ter kot take še niso sestavni del ustaljenega besedišča jezika. Priložnostnice v nasprotju z leksemi ne izhajajo iz poimenovalne potrebe – za njihov slovarski denotat že obstoji poimenovanje.
Ker je pojme beseda in besedišče/besedje/besedni zaklad težko opredeliti, so v leksikologiji za poimenovalno enoto jezika uvedli termin leksem, termin leksika pa za zbirko leksemov določenega jezika. Še najnatančnejšo definicijo besede lahko oblikujemo z upoštevanjem njene izrazne podobe (»beseda je tisto, kar se nahaja v zapisu med dvema presledkoma«), vendar v okviru leksikologije raje govorimo o besedi kot pomenski enoti. Ker pa opredelitev besede kot pomenske enote ni popolnoma prekrivna z definicijo besede kot izrazne pojavnosti (npr. Jutri bo deževalo; besedi »bo« manjka lastnost »pomensko samostojne enote stavčne povedi« (Toporišič 2004, str. 104), uvedemo pojem leksem. Z leksemom kot poimenovalno prvino se ukvarja leksikologija, izrazna plat besede pa zanima oblikoslovje.
Primer: »V MGL so včeraj premierno uprizorili Büchnerjevo dramo.«
Leksemi v stavčni povedi: (1) MGL =  kratično poimenovanje (leksem) ('Mestno gledališče ljubljansko'); (2) so uprizorili = leksem uprizoriti; (3) včeraj; (4) premierno = leksem premierni; (5) Büchnerjevo = leksem Büchnerjev; (6) dramo = leksem drama.

## Raziskovalna področja
Veda, ki preučuje leksiko oz. slovar v najširšem smislu, je leksikologija (slovaroslovje), njena spoznanja pa v posamezen tip slovarja aplicira  leksikografija (slovaropisje). Na področje leksikologije, ki se ukvarja z leksikalnim pomenoslovjem, spadata tudi besedotvorje in frazeologija, »saj gre v obeh primerih za poimenovalno vlogo jezika.« (Vidovič Muha 2013, str. 20) Besedotvorje se ukvarja z enobesednimi (tvorjenimi), frazeologija pa z večbesednimi leksemi (frazemi).

## Leksem kot jezikovni znak
Leksem kot jezikovni znak lahko razumemo na dveh ravneh – sestavljen je iz izrazne podobe (raven označujočega) oz. izraza/formativa in vsebine, »načeloma aktualizirane v smislu pomena« (Vidovič Muha 2013, str. 18)/semema (raven označenega). Leksem je torej neločljiva enota izraza in vsebine.
Glede na izrazno vrednost je leksem lahko: 
- enobesedni, in sicer:
  - prvotni ali
  - drugotni, kadar je »enobesednost pridobljena, vezana na leksikalizirano (uslovarjeno) kratično poimenovanje, tip pog. filofaks« (Vidovič Muha 2013, str. 202)
- večbesedni, kadar gre za avtomatizirano stalno besedno zvezo, ki po govornem dejanju ne razpade in je kot taka tudi uslovarjena, tip gorski prelaz.

Izraz/formativ ima lahko en sam pomen – leksem je simetrični, lahko pa več kot en pomen – leksem je asimetrični. Med enopomenske lekseme načeloma sodijo predvsem terminološka poimenovanja. Velika večina (zlasti netvorjenih) leksemov je večpomenskih: »izraz leksem ustreza več med seboj povezanim pomenom.« (Vidovič Muha 2013, str. 18) Zbir pomenov večpomenskega leksema se imenuje pomenje/semantem. Pri enopomenskih leksemih sta pomen in pomenje prekrivna.
Primer za enopomenski leksem: »morfem«: izraz = morfem → pomen = 'najmanjša pomenskofunkcijska enota'
Primer za večpomenski leksem: »maček«: izraz = maček → pomenje = 'žival /.../', 'človek /.../', 'pripomoček /.../' ... (enaka izraznost in različni vendar med seboj povezani pomeni, npr. po obliki – mačja dlaka in ščetine na pripomočku za pleskanje)
Razmerje med izrazom in pomenom leksema je načeloma nespremenljivo, ko je enkrat socializirano, sam leksem pa načeloma obstaja tako dolgo, dokler obstaja poimenovalna potreba po njem. Če poimenovalne potrebe ni, tvorimo okazionalizme, ki ne spadajo k leksemom. 
Slovarski pomen torej vzpostavlja »posredno zvezo (prek besedilnega pomena) med jezikovnim izrazom in – prek človeka – zunajjezikovno danostjo.« (Vidovič Muha 2013, str. 20).

## Izrazna podoba leksema
Izrazna podoba leksema torej ni prekrivna s pojmom besede, saj leksemi poleg besed zajemajo tudi stalne besedne zveze in leksikalizirane krajšave (kratična poimenovanja, simboli), ki so lahko nastala iz besede ali besedne zveze, npr. S 'stavek', NUK (Narodna in univerzitetna knjižnica).
Samostalniški leksem je tako glede na njegovo izrazno podobo mogoče členiti na krajšana poimenovanja iz besede ali besedne zveze; besede na tvorjene in netvorjene; nestavčne besedne zveze pa na tiste z levim ali desnim prilastkom (Vidovič Muha 2013, str. 26).
Kot leksemi se pojavljajo le tiste besedne zveze, ki so nestavčne in stalne; saj samo te poimenujejo isti tip denotata kot ga tudi izrazno (eno)besedni leksemi. Te besedne zveze so avtomatizirane – po govornem dejanju ne razpadejo in so kot take del slovarja. (Vidovič Muha 2013, str. 27) Aktualizirane besedne zveze, ki pa niso leksikalizirane, po govornem dejanju dosledno razpadejo – npr. beli medved : (nosila je) belo obleko (Vidovič Muha 2013, str. 27).

## Zgradba leksema
Leksem kot poimenovalna prvina jezika je po zgradbi lahko beseda ali stalna besedna zveza. Besede so zgrajene iz morfemov, stalne besedne zveze pa iz besed.

### Morfemska zgradba besede
Morfemi so najmanjše, tj. nedeljive pomenske enote jezika. Načeloma se nahajajo znotraj besede, kot njene sestavine; v tem primeru govorimo o vezanih morfemih, npr. obrazilnih (miz – ica) in končniških (miz – a), »lahko pa so tudi nevezani, izrazno prekrivni z besedo, npr. predlogi ali prosti glagolski morfemi, tip (sesti) po, in nekateri vezniki, členki.« (Vidovič Muha 2013, str. 27). Glede na vrsto pomena jih delimo na korenske in slovnične, oboji se kot obrazilne pretvorbe pojavljajo še pri tvorjenkah. »Pri tvorjenkah je torej glede na netvorjenke nujno računati še na dodatni (besedotvorni) pomen, katerega nosilci so obrazila, se pravi pretvorjeni korenski in slovnični morfemi ali samo slovnični morfemi.« (Vidovič Muha 2013, str. 27). (Tu se področje besedotvorja povezuje s pomenotvorjem: različna obrazila ustaljenemu pomenu leksema dodajajo nove pomene, ki so z osnovnim pomenom povezani preko leksikalizirane metafore ali metonimije: npr. jež-0, jež-ek 'majhen jež/sladica').
Izrazna podoba morfema je lahko glasovna ali glasovna prazna (tudi ničti morfem), »ko morfemsko funkcijo opravlja mesto znotraj leksema v nasprotju z glasovno zasedenim mestom. Razvrstitev glasovno praznih morfemov je omejena: od slovničnih so lahko končniški, npr. (korak)-0, med obrazilnimi pa medponski, npr. (ananas)-0-(liker), in priponski, npr. (pek)-0; glasovno prazni torej ne morejo biti korenski in predponski morfemi« (Vidovič Muha 2013, str. 28).